# Marcellino Lucchi
Pas d'image ? Cliquez ici
Marcellino Lucchi (né le 13 mars 1957 à Cesena, dans la province de Forlì-Cesena en Émilie-Romagne) est un pilote de vitesse moto italien . 

## Biographie
Marcellino Lucchi commence sa carrière de pilote en Grand Prix en 1982 en obtenant une wild card pour le Grand Prix d'Italie dans la catégorie 250 cm3 sur Yamaha.
Puis, de 1983 à 1989, il participe à quelques courses par saison. 1990 et 1991, il participe à la saison entière, toujours en catégorie 250 cm3.
De 1993 à 1995, on le voit sur quelques courses de la saison. En 1996, il passe de la 250 cm3 à la 500 cm3 puis retourne à la 250 cm3.
Et comme les années précédentes, on le retrouve de temps en temps sur les circuits jusqu'en 2004 au Grand Prix de Malaisie, sa dernière course en Grand Prix.
Sa meilleure saison en Grand Prix a été 1998 quand il gagne son Grand Prix national, le Grand Prix d'Italie, et finit 15e au championnat du monde des pilotes.
Il a marqué 286 points au championnat du monde des pilotes catégorie 250 cm3 et 1 unique point en catégorie 500 cm3 durant sa carrière.

## Carrière en Grand Prix
| Année | Cat.    | Équipe | Moto    | GP | Vict. | Podiums | Poles | Mtour | Pts | Position |
| ----- | ------- | ------ | ------- | -- | ----- | ------- | ----- | ----- | --- | -------- |
| 1982  | 250 cm³ |        | Yamaha  | 3  | 0     | 0       | 0     | 0     | 9   | 24e      |
| 1983  | 250 cm³ |        | Rieju   | 1  | 0     | 0       | 0     | 0     | -   | -        |
| 1984  | 250 cm³ |        | Rieju   | 2  | 0     | 0       | 0     | 0     | -   | -        |
| 1985  | 250 cm³ |        | Malanca | 2  | 0     | 0       | 0     | 0     | -   | -        |
| 1986  | 250 cm³ |        | Rotax   | 5  | 0     | 0       | 0     | 0     | -   | -        |
| 1987  | 250 cm³ |        | Rieju   | 4  | 0     | 0       | 0     | 0     | -   | -        |
| 1988  | 250 cm³ |        | Rieju   | 1  | 0     | 0       | 0     | 0     | -   | -        |
| 1989  | 250 cm³ |        | Aprilia | 2  | 0     | 0       | 0     | 0     | 17  | 25e      |
| 1990  | 250 cm³ |        | Aprilia | 12 | 0     | 0       | 0     | 0     | 23  | 19e      |
| 1991  | 250 cm³ |        | Aprilia | 11 | 0     | 0       | 0     | 0     | 5   | 29e      |
| 1993  | 250 cm³ |        | Aprilia | 1  | 0     | 0       | 0     | 0     | 5   | 28e      |
| 1994  | 250 cm³ |        | Aprilia | 1  | 0     | 0       | 0     | 0     | 11  | 20e      |
| 1995  | 250 cm³ |        | Aprilia | 2  | 0     | 1       | 0     | 0     | 22  | 19e      |
| 1996  | 250 cm³ |        | Aprilia | 5  | 0     | 1       | 0     | 0     | 41  | 16e      |
| 1996  | 500 cm³ |        | Aprilia | 2  | 0     | 0       | 0     | 0     | 1   | 32e      |
| 1997  | 250 cm³ |        | Aprilia | 3  | 0     | 1       | 1     | 0     | 30  | 18e      |
| 1998  | 250 cm³ |        | Aprilia | 5  | 1     | 2       | 0     | 1     | 52  | 15e      |
| 1999  | 250 cm³ |        | Aprilia | 10 | 0     | 0       | 1     | 0     | 49  | 17e      |
| 2000  | 250 cm³ |        | Aprilia | 3  | 0     | 0       | 1     | 0     | 9   | 26e      |
| 2001  | 250 cm³ |        | Aprilia | 2  | 0     | 0       | 0     | 0     | 13  | 24e      |
| 2004  | 250 cm³ |        | Aprilia | 1  | 0     | 0       | 0     | 0     | -   | -        |